# Hermanos Arriagada
Los Hermanos Arriagada son un trío músico-vocal chileno  conformado por los hermanos Omar, Jorge y Mario Arriagada. Sus temas más conocidos fueron Nathalie, Poema, Te Seguiré Queriendo, entre otros. 

## Historia

#### Inicios (1950)
Oriundos de la ciudad chilena de Cañete, una localidad ubicada en la Provincia de Arauco, Región del Bío-Bío. Provienen de una familia de seis hermanos, de ellos solo tres desarrollaron su vocación por el arte, herencia de sus padres, que estuvieron vinculados al quehacer de la música folklórica, en especial de la cueca.
En el año 1952, participaron en un concurso para aficionados de una radio local, como Los Hermanitos Arriagada. Posteriormente, la radio hacía un recorrido por las ciudades y pueblos aledaños a Concepción, presentando y promocionando a los concursantes. De esta forma, Mario, Omar y Jorge Arriagada daban los primeros pasos en el camino de la música. 
Años más tarde, la familia se trasladó a la ciudad de Concepción, donde Mario Arriagada, el mayor de los hermanos, formó su primer grupo denominado Los 4 Chicotes a la edad de doce años. 
En 1954 definitivamente se formalizan definitivamente en un trío, compuesto por Omar, Mario y Jorge. Empezaron su carrera como trío de guitarras que acompañaban a otros artistas en presentaciones itinerantes, para más tarde actuar en solitario.
En el verano de 1953, viajan a Santiago buscando consolidar su carrera.

#### En la capital, Santiago-Chile (1953)
Recién llegados a Santiago deciden acercarse a la radio El Pacífico y así encontrar la forma de ser escuchados por un grupo de profesionales que realizaban un programa  llamado Hogar dulce Hogar. La reacción fue favorable y el director del programa en ese entonces, Eduardo de Calixto, les ofreció su colaboración y les consigue contrato para debutar en la compañía de revistas Pigallecomo primer trabajo remunerado.
A partir de ahí, se presentan en shows de teatros, centros nocturnos y en los festivales organizados en el Teatro Caupolicán. Lo propio acontece en Valparaíso y Viña del Mar.. 
Entre 1959 y 1961 se toman un breve receso y el conjunto concluye una etapa. Jorge, el menor, estaba en proceso de cambio de voz, por lo que cada hermano se dedicó a actividades diferentes.

#### De regreso al canto y en búsqueda de un estilo (1962)
En 1962, deciden unirse como artistas nuevamente. En poco tiempo retomaron las giras por el país, interpretando canciones de diferentes artistas y realizaron grabaciones para el sello RCA Víctor, basados en guitarras y percusión menor, sin tener mayor repercusión. En esta etapa, consolidaron su nombre artístico con el de Los Hermanos Arriagada.
En 1963, el autor Victorio Cintolesi les pide que interpreten la canción Tiempo de espera, de su autoría, en el III Festival Internacional de la Canción de Viña del Mar, donde obtuvieron el tercer lugar, aunque fueron los favoritos del público. Esta fue la primera vez en que fueron acompañados por una orquesta de músicos, instancia que les hará dejar atrás los acompañamientos exclusivos de guitarras.
En 1964 firman para el sello EMI Odeon, y es cuando Jorge, el menor de los hermanos, insiste en grabar con acompañamiento de orquesta, ya que habían conseguido el fiato, el unísono, y la armonización de las líneas melódicas altas, conformando así su estilo distintivo. 

#### Primer éxito discográfico, verano (1964)
Ya siendo artistas de EMI Odeon siguen recorriendo Chile en diferentes giras. Estando en Arica tienen conocimiento de una canción llamada Poema, interpretada originalmente en portugués. El trío, junto con EMI Odeon, hacen la traducción y Poema es grabado en español, acompañado por la orquesta del boliviano René Calderón. En el verano de 1964 ganaron el Laurel de Oro como artistas revelación.
Su quehacer musical los llevó al rescate de antiguos boleros, acompañados por reconocidos directores de orquesta del medio artístico latinoamericano, entre los que figuraban Valentín Trujillo, Vicente Bianchi, Horacio Saavedra, Luis Barragán, Pedro Mesías, José Sabre Marroquín, Chucho Zarzosa (México), Carlos García, Armando Patrono (Argentina). 
Por esta época, compartieron escenario con el famoso cantante mexicano Javier Solís en el Teatro Apolo de Quito. Solís les menciona que en México su nombre artístico y música ya eran conocidos, pese a que el trío no lo sabía. Por lo tanto, Solís y su mánager los apadrinaron, y los llevaron a México a grabar para Capitol Records de México.

#### El fenómeno deNathalie(1964)
Posteriormente grabaron las canciones Sigamos Pecando y Nathalie, esta última del autor francés Gilbert Bécaud. 
La versión en español de Nathalie se transforma en un verdadero fenómeno en América Latina. El tema fue presentado por primera vez en Radio Cooperativa con la orquesta de Juan Azúa, donde la canción debió ser interpretada dos veces, dado el revuelo en las afueras del estudio. Esto hizo que los ejecutivos de EMI Odeón se decidieran a grabar el tema en un disco, que fue lanzado al poco tiempo, esta vez con la participación de la orquesta de Valentín Trujillo, donde destacaba el tempo del baterista Arturo Giolito. 
Jorge Arriagada ha manifestado -en varias entrevistas- que recibió informaciones de que la canción fue incluida en los cancioneros escolares en Cuba y fue prohibida en algunos lugares de Perú por una "supuesta" apología al comunismo. Esta canción -sin quererlo- se convirtió en himno de organizaciones de izquierda, por su alusión a lugares de la URSS y la Revolución de Octubre, no obstante, el grupo no tenía afiliación política.

#### Los Hermanos Arriagada se radican en México (1965)
Con el ofrecimiento de Capitol Records, el grupo se establece en Ciudad de México, dando comienzo a las grabaciones y a la gestión de las presentaciones en los lugares más importantes de ese país, como el Teatro Blanquita y otros locales nocturnos.
En Venezuela son nominados para competir en una terna para elegir al mejor trío del año: Los Panchos, Trío Venezuela, y Los Hermanos Arriagada. El premio era el Guaicaipuro de Oro, reconocimiento que todos los años otorgaba la asociación de espectáculos en Caracas. En enero de 1966 consiguieron el primer lugar.
Durante este tiempo, y con residencia en México, grabaron varios LP y recibieron diferentes premios como: Los 100 mejores del año, otorgado por la asociación de radios y la Estrella de Oro por la asociación de periodistas. Asimismo una serie de discos de oro, y discos de platino.
Realizan conciertos en el Capri del paseo de la Reforma (México), Chibcha en Queens, en el Million Dollars y Palladium de Los Ángeles con una compañía musical de artistas mexicanos, donde figuraban la actriz y cantante Angélica María, Vicente Fernández, Marco Antonio Muñiz, el cubano Dámaso Pérez Prado, entre otros. Se presentaron también en los Carnavales de Buenos Aires junto a artistas como Armando Manzanero, Raphael y Palito Ortega.
Además de México y Chile los Arriagada grabaron en Perú (Iempsa), Venezuela (Discomoda) y Argentina (Odeón Pop). Si bien su estancia en México fue prolongada, y luego de recibir un ofrecimiento para expandir el mercado a Japón, regresan a Chile a mediados de los setenta, realizando giras constantes por Perú, Ecuador, Colombia, Nueva York, Miami, Canadá, Londres, y países centroamericanos.
En Colombia se presentaron en diferentes teatros, compartiendo escenario con tríos románticos como son Los Tres Ases, Johnny Albino y su Trío San Juan, Los Tres Reyes, Los Tres Caballeros y Los Tres Diamantes.

#### Actualidad
En 2008 fallece Mario, el hermano mayor, por lo que desde ese entonces la banda funciona como dúo con Jorge y Omar, quienes continúan ofreciendo conciertos esporádicamente en distintos países.

## Premios
Han sido premiados con el Micrófono de Oro en México, el Guaicaipuro de Oro en Venezuela y en su natal Chile han sido merecedores de discos de Oro y Platino,  así como del Laurel de Oro.